# Paris-Tours 1996
La 90e édition de Paris-Tours a eu lieu le 6 octobre 1996. Elle constitue la neuvième épreuve de la Coupe du monde de cyclisme et est remportée par l'Italien Nicola Minali de l'équipe Gewiss, comme l'année précédente.

## Classement final
|    | Coureur           | Pays     | Équipe             |    | Temps           |
| -- | ----------------- | -------- | ------------------ | -- | --------------- |
| 1  | Nicola Minali     | Italie   | Gewiss-Playbus     | en | 5 h 45 min 55 s |
| 2  | Tom Steels        | Belgique | Mapei-GB           |    | m.t.            |
| 3  | Giovanni Lombardi | Italie   | Polti              |    | m.t.            |
| 4  | Tristan Hoffman   | Pays-Bas | TVM-Farm Frites    |    | m.t.            |
| 5  | Laurent Jalabert  | France   | Once               |    | m.t.            |
| 6  | Michele Bartoli   | Italie   | MG Maglificio      |    | m.t.            |
| 7  | Andrea Ferrigato  | Italie   | Roslotto-ZG Mobili |    | m.t.            |
| 8  | Pascal Chanteur   | France   | Casino             |    | m.t.            |
| 9  | Giuseppe Citterio | Italie   | Aki - Gipiemme     |    | m.t.            |
| 10 | Lars Michaelsen   | Danemark | Festina-Lotus      |    | m.t.            |